# Rudolf von Stralow
Rudolf von Stralow († um 1288) war ein deutscher Ritter.
Er wurde am 21. November 1261 in einer Schenkungsurkunde des Markgrafen Otto III. von Brandenburg als Besitzer des Berliner Vororts Stralau (heute Teil des Berliner Stadtteils Friedrichshain) erwähnt. In dieser Urkunde übereignete Otto der Stadt Cölln (heute Teil von Berlin) eine Heidfläche namens Mirica, „beim Hofe Berlin“ gelegen, die Dominus Rudolphus miles de Ystralowe gehört hat.
Nach Rudolf von Stralow wurden der Rudolfplatz und die Rudolfstraße in Friedrichshain benannt.